# Vlag van Zwijndrecht (Nederland)

Vlag van de gemeente Zwijndrecht

De vlag van Zwijndrecht werd op 28 juli 1938 door de gemeenteraad van de toenmalige Zuid-Hollandse gemeente Zwijndrecht aangenomen als gemeentelijke vlag. De vlag kan als volgt worden beschreven:
Drie banen van gelijke hoogte geel-zwart-geel, met in de zwarte baan het wapen van Zwijndrecht.
Het ontwerp was van de heren Jansen van Gemeentewerken en Lips uit Dordrecht. Volgens een afbeelding in het "Wie Wat Waar?" Jaarboek 1941 van de Haagsche Courant uit 1941 was de vlag vierkant en 90 graden gedraaid, wat voor een defileervlag niet onlogisch is. Aannemelijk is dan ook dat de vlag voor de Jeugdhulde in Amsterdam in 1938 is ontworpen. Later kreeg de vlag de rechthoekige vorm en werd het vlagbeeld horizontaal geplaatst. In de tijd dat de vlag werd ontworpen plaatste men in Nederland de symbolen vaak nog in het midden van de vlag. Na een fusie met Heerjansdam in 2003 werd op 14 juni 2005 de vlag opnieuw aangenomen.

## Verwant symbool

Wapen van Zwijndrecht
Voorgaande vlag

Alblasserdam
· Albrandswaard
· Alphen aan den Rijn
· Barendrecht
· Bodegraven-Reeuwijk
· Capelle aan den IJssel
· Delft
· Den Haag
· Dordrecht
· Goeree-Overflakkee
· Gorinchem
· Gouda
· Hardinxveld-Giessendam
· Hendrik-Ido-Ambacht
· Hillegom
· Hoeksche Waard
· Kaag en Braassem
· Katwijk
· Krimpen aan den IJssel
· Krimpenerwaard
· Lansingerland
· Leiden
· Leiderdorp
· Leidschendam-Voorburg
· Lisse
· Maassluis
· Midden-Delfland
· Molenlanden
· Nieuwkoop
· Nissewaard
· Noordwijk
· Oegstgeest
· Papendrecht
· Pijnacker-Nootdorp
· Ridderkerk
· Rijswijk
· Rotterdam
· Schiedam
· Sliedrecht
· Teylingen
· Vlaardingen
· Voorne aan Zee
· Voorschoten
· Waddinxveen
· Wassenaar
· Westland
· Zoetermeer
· Zoeterwoude
· Zuidplas
· Zwijndrecht